# Sick Boy (canção)
"Sick Boy" é uma canção gravada da dupla americana The Chainsmokers. O tema é o primeiro single do seu segundo álbum de estúdio da dupla, que possui o mesmo título. "Sick Boy" foi composto por The Chainsmokers, Tony Ann e Emily Warren, com produção de The Chainsmokers e Shaun Frank. A canção foi lançada através de Disruptor Records e Columbia Records em 17 de janeiro de 2018, como o primeiro single da dupla desde "Honest".
O videoclipe da canção, que foi dirigido por Brewer e que apresenta os membros do The Chainsmokers, assim como o baterista australiano Matt McGuire, foi lançado no mesmo dia do lançamento da música para as rádios, em 17 de janeiro de 2018.

## Promoção
No primeiro dia de 2018, The Chainsmokers anunciou novo material, revelando seu novo logotipo nas mídias sociais. Eles mencionaram a postagem com a frase "Quantos likes minha vida vale?". Em 16 de janeiro de 2018, a canção foi promovida em um quadro de cartaz colorido do Spotify em Times Square, em que se lia "Quantos likes minha vida vale?". "Sick Boy" foi descrito como "uma canção sobre autoidentidade no mundo de hoje e de enfrentar corajosamente o que você pode e não pode controlar" na imprensa.

## Recepção
Madeline Roth, da MTV News, considerou a canção como "uma fatia 'pegajosa', embora sombria, de puro pop, que soa mais como Twenty One Pilots do que qualquer coisa no álbum de estreia de The Chainsmokers, Memories...Do Not Open" (2017). Ela sentiu que a dupla "abandonou o toque romântico e melancólico" de suas canções anteriores e, em vez disso, tomou uma abordagem "decididamente mais sombria", escrevendo que a música é "basicamente o oposto de "#Selfie".

## Desempenho nas tabelas musicais

### Contagens semanais
| Tabela musical                                 | Melhor posição |
| ---------------------------------------------- | -------------- |
| O campo songid é OBRIGATÓRIO PARA PARADA ALEMÃ | 5              |
| Alemanha Dance (Media Control AG)              | 1              |
| Austrália (ARIA)                               | 37             |
| Bélgica (Ultratop 50 da Valônia)               | 32             |
| Bélgica (Ultratop 50 de Flandres)              | 30             |
| Canadá (Canadian Hot 100)                      | 29             |
| Dinamarca (Tracklisten)                        | 13             |
| Escócia (Scottish Singles Chart)               | 65             |
| Eslováquia (Rádio Top 100)                     | 21             |
| Eslováquia (Singles Digitál Top 100)           | 4              |
| Espanha (PROMUSICAE)                           | 88             |
| Estados Unidos (Billboard Hot 100)             | 65             |
| Finlândia (Suomen virallinen lista)            | 5              |
| França (SNEP)                                  | 172            |
| Hungria (Single Top 40)                        | 39             |
| Hungria (Stream Top 40)                        | 2              |
| Irlanda (IRMA)                                 | 17             |
| Itália (FIMI)                                  | 61             |
| Letônia (Latvijas Top 40)                      | 7              |
| Líbano (The Official Lebanese Top 20)          | 13             |
| Letônia (Latvijas Top 40)                      | 7              |
| Malásia (The Official Lebanese Top 20)         | 18             |
| México Airplay (Billboard)                     | 31             |
| Noruega (VG-lista)                             | 25             |
| Nova Zelândia (RMNZ)                           | 2              |
| Países Baixos (Dutch Top 40)                   | 28             |
| Países Baixos (Single Top 100)                 | 17             |
| Portugal (AFP)                                 | 26             |
| Reino Unido (UK Singles Chart)                 | 40             |
| Chéquia (Rádio Top 100)                        | 5              |
| Chéquia (Singles Digitál Top 100)              | 1              |
| Suécia (Sverigetopplistan)                     | 8              |
| Suíça (Schweizer Hitparade)                    | 32             |
| Venezuela (National-Report)                    | 84             |

### Contagens anuais
| Tabela (2018)               | Posição |
| --------------------------- | ------- |
| Alemanha (Media Control AG) | 31      |

## Certificações
| País | Certificação | Unidades certificadas/Vendas |
| --- | ------------ | ---------------------------- |
| Alemanha (BVMI) | Ouro         | 200.000^                     |
| Austrália (ARIA) | Ouro         | 35.000^                      |
| Áustria (IFPI Áustria) | Ouro         | 15.000*                      |
| Bélgica (BEA) | Ouro         | 15.000*                      |
| Dinamarca (IFPI Dinamarca) | Ouro         | 45.000^                      |
| Estados Unidos (RIAA) | Ouro         | 500.000                      |
| Polónia (ZPAV) | Ouro         | 10.000*                      |
| Suíça (IFPI Suiça) | Ouro         | 15.000^                      |
| *certificação baseada em vendas ^certificação baseada em envios de unidades de venda para plataformas comerciais ‡certificação baseada em vendas e reproduções nos serviços de streaming |              |                              |

## Faixas e formatos
| Download digital |            |         |  |
| N.º              | Título     | Duração |  |
| 1.               | "Sick Boy" | 3:13    |  |

| Download digital – remixes EP |                                |         |  |
| N.º                           | Título                         | Duração |  |
| 1.                            | "Sick Boy" (Zaxx Remix)        | 3:39    |  |
| 2.                            | "Sick Boy" (Prismo Remix)      | 3:44    |  |
| 3.                            | "Sick Boy" (Owen Norton Remix) | 3:14    |  |
| 4.                            | "Sick Boy" (Kuur Remix)        | 3:27    |  |
| 5.                            | "Sick Boy" (Trobi Remix)       | 2:49    |  |
| 6.                            | "Sick Boy" (neutral. Remix)    | 2:55    |  |

## Pessoal
Créditos adaptados através do Tidal.
- The Chainsmokers – composição, produção, engenharia de gravação
- Tony Ann – composição, piano
- Emily Warren –  composição
- Shaun Frank –  produção, mixagem, programação
- Chris Gehringer – engenharia principal